# Pedro de Urdemalas (Cervantes)
Pedro de Urdemalas es una comedia de Miguel de Cervantes Saavedra, una de las más originales que compuso, del mismo tono picaresco que el primer acto de su El rufián dichoso y aparece en último lugar en sus Ocho comedias y ocho entremeses nuevos nunca representados (Madrid: Viuda de Alonso Martín, 1615). Debió escribirla, según Cotarelo Valledor, Schevill-Bonilla, Canavaggio y Meregalli, con posterioridad a la muerte del actor Nicolás de los Ríos, ocurrida el 29 de marzo de 1610; en cualquier caso, cuando ya había entrado “el monstruo de la naturaleza, el gran Lope de Vega, y alzose con la monarquía cómica.”
Se inspira en el personaje folclórico (oral y literario) de Pedro de Urdemalas. Junto al citado elemento picaresco, tiene mucho de comedia de costumbres y de enredos, así como un irónico juego metateatral de teatro en el teatro.

## Argumento
Pedro declara su bajo origen social: "Yo soy hijo de la piedra, / que padre no conocí..." y se ve solo para luchar contra la vida haciendo el pícaro; un mago le predice un futuro halagüeño y según su profecía será rey, papa, volatinero. Urdemalas cree en ese destino; criado de un alcalde, se encarga de llevar los asuntos amorosos de varios de sus amigos con las hijas de su señor. Después, por amor de Belica, se va a vivir con una tropa de gitanos. Se refleja entonces un mundo y un ambiente que tienen mucho en común con La Gitanilla y aprovecha Cervantes para hacer cuadros de costumbres. Belica, en realidad, resulta ser sobrina de la reina, frustrando el presumible matrimonio de Urdemalas. Fracasado también en el amor, se convierte en actor, profesión en la cual, por lo menos, podrá ser todas las cosas que le ha prometido el mago y él ambicionaba:
Ya podré ser patriarca, / pontífice y estudiante, / emperador y monarca, / que el oficio de estudiante / todos estados abarca...
Pese a su condición de pícaro, Urdemalas lleva a sus actos cierta nobleza, o por lo menos cierta simpatía. La obra termina con un pasaje interesante para comprender la ideología dramática cervantina. El actor anuncia  "a toda gente mosquetera" para el día siguiente la representación  de una comedia libre de todas las "impertinencias" que irritaban al escritor:
Mañana, en el teatro, se hará una / donde, por poco precio, verán todos / desde el principio al fin toda la traca / y verán que no acaba en casamiento, / cosa común y vista cien mil veces, / ni que parió la dama esta jornada / y en otra tiene el niño ya sus barbas / y es valiente y feroz y mata y hiende / y venga de sus padres cierta injuria / y al fin viene a ser rey de cierto reino / que no hay cosmografía que le muestre
Cervantes inserta con interés costumbrista escenas de pícaros, de gitanos, de gente del hampa, tipos del bajo pueblo, presentados como trozos de vida auténtica.